# 駐丹佛臺北經濟文化辦事處
駐丹佛臺北經濟文化辦事處（英語：Taipei Economic and Cultural Office in Denver，簡稱：TECO-Denver）是中華民國外交部在美國科羅拉多州丹佛的領事館級辦事處。該辦事處領務轄區為密蘇里州、堪薩斯州、北達科他州、南達科他州、科羅拉多州及內布拉斯加州。

## 歷史

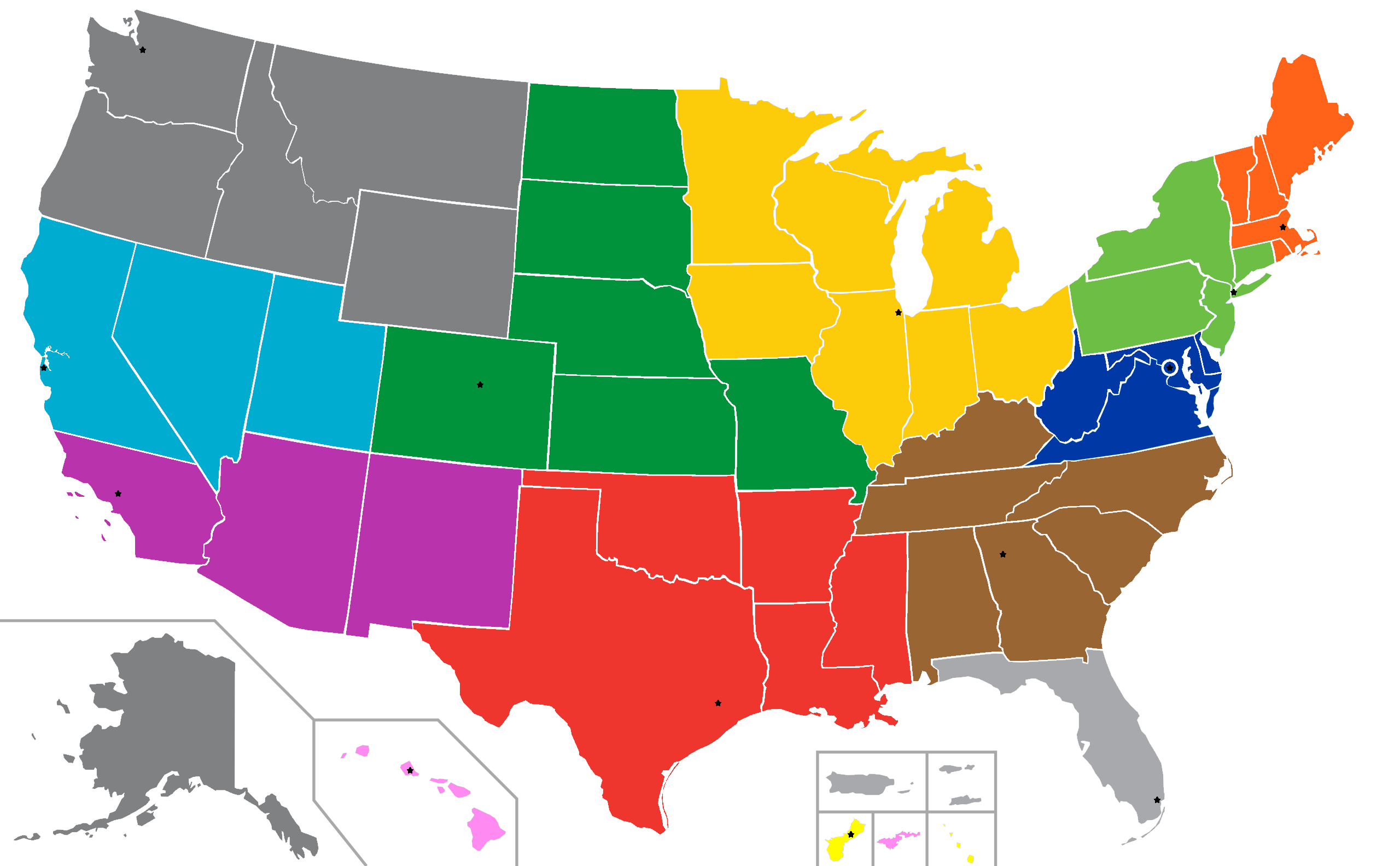
駐丹佛臺北經濟文化辦事處領事轄區

中華民國原在密蘇里州堪薩斯市設有駐堪薩斯總領事館，1979年1月1日中華民國與美國斷交後館務中斷。1985年1月15日，依據《台灣關係法》再成立駐堪薩斯臺北經濟文化辦事處。
2015年4月26日，辦事處遷至科羅拉多州丹佛市並更名為駐丹佛臺北經濟文化辦事處。

## 外部連結
- 駐丹佛臺北經濟文化辦事處 官方網站 （页面存档备份，存于）
- 駐丹佛臺北經濟文化辦事處Taipei Economic and Cultural Office in Denver的Facebook專頁